# Plan Patria Grande

Radicaciones otorgadas en Argentina por país de origen.

Hogares con jefe nacido en un país limítrofe o Perú en el Gran Buenos Aires según el censo de 2010.

El Plan Patria Grande es un programa de regularización migratoria en Argentina, que entró en vigencia el 17 de abril de 2006, siendo lanzado por el entonces presidente Néstor Kirchner basado en el concepto de la "patria grande". 
Con el objetivo de reducir la cantidad de personas en situación de irregularidad documental, estuvo destinado a los ciudadanos nativos de países miembros del Mercosur y de sus estados asociados, lo que incluyó a Bolivia, Brasil, Chile, Ecuador, Paraguay, Perú, Uruguay y Venezuela. Hasta agosto de 2010, se habían inscrito en el programa 423.697 inmigrantes. De esa cantidad, 248.144 eran paraguayos, 104.984 bolivianos, 47.455 peruanos, 10.785 uruguayos, 5.349 chilenos, 4.603 brasileños,  914 ecuatorianos y 216 venezolanos.

## Requisitos
Para regularizar su situación migratoria, la persona interesada debía presentarse ante la autoridad competente del municipio en que vive con su cédula de identidad, pasaporte o certificado de nacionalidad y dos fotos carnet. Esto le permitiría al individuo acceder a una credencial de «Residencia Precaria», con la que podría permanecer, salir y reingresar a Argentina, estudiar, y obtener el CUIL provisorio para trabajar de manera legal hasta obtener su radicación definitiva.

## Repercusión internacional
El plan fue elogiado por medios extranjeros y organismos internacionales como la OIM, cuyo director general, Brunson McKinley, sostuvo que el plan Patria Grande era «un ejemplo mundial» que debería ser copiado por los Estados Unidos.